# Paleolit
Paleolit (z řeckého πάλαιος palaios – „starý“ a λίθος lithos – kámen) neboli starší doba kamenná je označení nejstaršího a nejdelšího (99 %) období lidských dějin. Paleolit začal v době, kdy se člověk zručný poprvé naučil užívat nástrojů, a končí s poslední dobou ledovou, kdy na něj navazuje mezolit, který se odlišuje adaptací člověka na klimatické podmínky v podstatě současného rázu. Geologicky toto období spadá do pleistocénu, a proto je pro něj typické střídání dob ledových a meziledových (pleistocenní klimatický cyklus) a adaptibilita rodu homo (člověk) na měnící se klimatické podmínky. V Evropě bylo tou dobou velmi chladné podnebí. Hlavním způsobem získávání potravy byl lov a sběr plodin.

## Datace obvykle udávaná pro střední Evropu
Paleolit se dále dělí na několik období, jejichž datace se ovšem v různých částech světa liší. Pro střední Evropu se obvykle udávají následující hodnoty. Protože v rámci paleolitu se zachází se statisíci či dokonce miliony let, nemá smysl je odpočítávat klasicky od přelomu letopočtu. Na mezinárodní úrovni se ustálila zkratka B. P. (z anglického Before Present – před současností), která se přidá za údaj o počtu roků, česky se obdobně označí předložkou „před“ před údajem.
Toto jsou nejčastěji uváděná rozpětí, v závorce příklad jiné datace:
- nejstarší paleolit: před 2 500 000 – 600 000 (4 – 1 mil.) let
- starý paleolit: před 600 000 – 250 000 (1 – 0,3 mil.) let
- střední paleolit: před 250 000 – 40 000 (300 000 – 40 000) let
- mladý paleolit: před 40 000 – 10 000 let
- pozdní paleolit: před 10 000 – 8 000 let (často součást neolitu)

## Nejstarší paleolit
Nejstarší paleolit (před 4 až 1 mil. let) je nejstarším a nejméně známým obdobím lidských dějin.

### „Předchůdci“ člověka

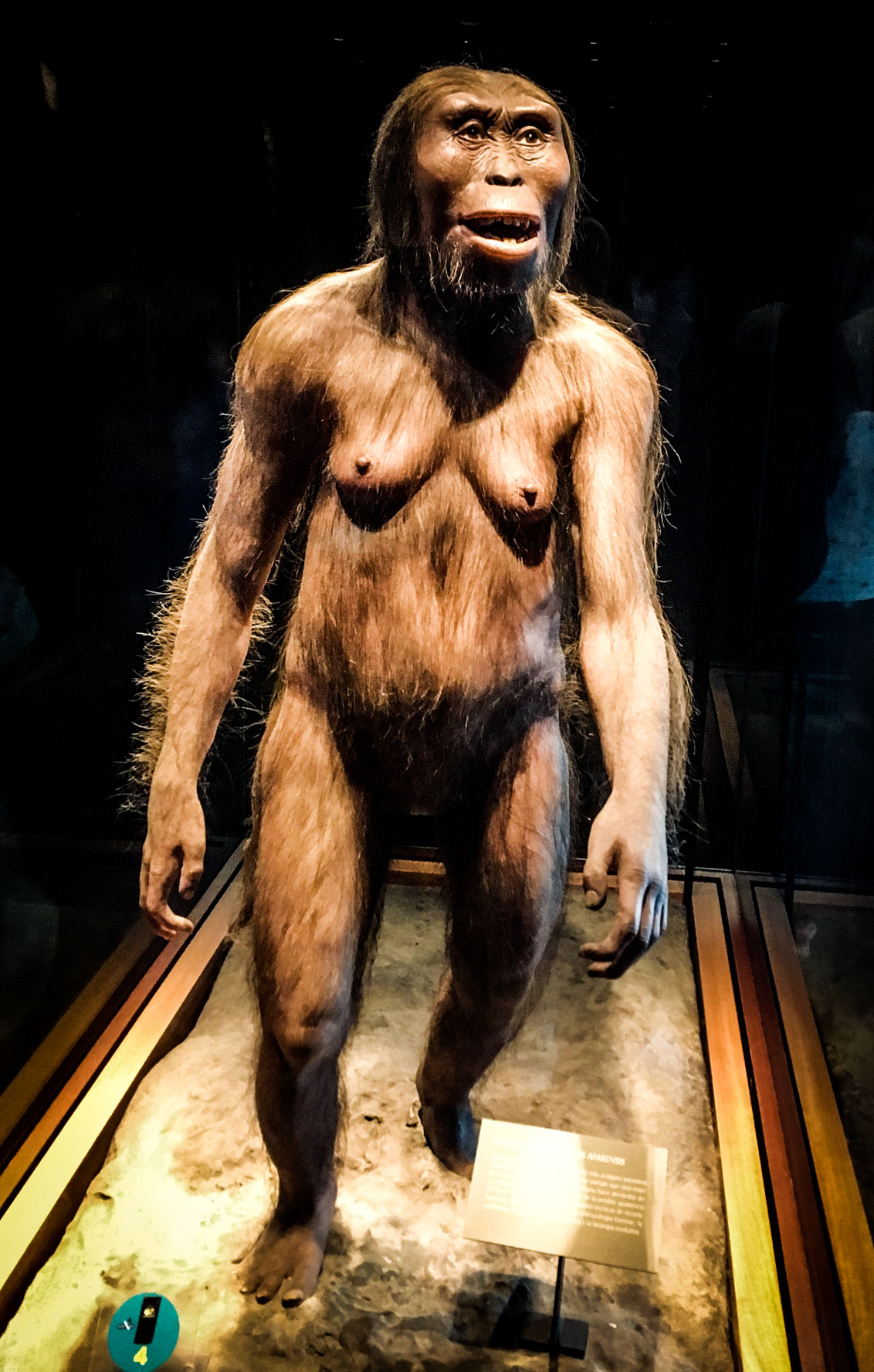
Samice druhu Australopithecus afarensis, známá jako Lucy

Na studiu evoluce člověka se v současnosti podílí velké množství vědních oborů – včetně Fyzické antropologie, geologie, klimatologie, embryologie a genetiky. Zabývají se procesem antropogeneze a hominizace zvířecích předků člověka. K dispozici mají kosterní pozůstatky pouze několika jedinců. Někdy je jedinec zastoupen pouze malou částí kostry. Stále jsou nalézány nové kosterní pozůstatky, které mohou pozměnit současnou teorii. I přes neustálý výzkum není ještě fylogeneze člověka v mnoha ohledech vyřešena.
Počátek lidské evoluce je kladen do miocénu (cca 25 – 5 mil. př. n. l.), kdy došlo k ochlazování klimatu a ve východní Africe začaly mizet lesy. Místo nich se objevovala savana. Koncem miocénu došlo k další změně. Zaledněním polárních oblastí došlo k drastickému poklesu srážek, což lesy omezilo ještě více. Ve východní Africe navíc problémy prohloubila tektonická činnost a vytvoření Velkého afrického příkopu.
Tím se omezoval životní prostor velkých opic, zvaných hominidé. Progresivnější z nich se životu na savanách přizpůsobili, především začali používat k pohybu pouze zadních končetin, což jim umožnilo jednak větší rozhled po nezalesněné krajině a jednak jim chůze umožnila překonávat velké vzdálenosti poměrně rychle.
Nejznámějšími hominidy jsou australopitékové, žijící před 4 – 2 mil. lety. Z nich nejstarším druhem je Australopithecus afarensis (4 – 3 mil. př. n. l.). Nejznámějším z nich je samice Lucy, jejíž téměř úplná kostra byla nalezena v etiopském Hadaru roku 1974. Mladší druh Australopithecus robustus není rozhodně předkem člověka. Nadějnější je Australopithecus africanus, jeho nejznámějším představitelem je taungské dítě, jehož pozůstatky byly nalezeny roku 1925 v jihoafrickém Taungu.
Přes všechny nálezy a teorie není dosud jednoznačně prokázáno, který australopithecus je předkem člověka a jestli vůbec nějaký. Badatelé se nicméně přiklánějí k názoru, že již australopitékové chodili vzpřímeně, mnohem více než je schopen současný šimpanz. K tomu jim pomáhala i vyklenutá chodidla, podobná těm současným lidským (oproti "plochým" chodidlům lidoopů, vhodným ke šplhání). Naopak mozkovny australopitéků nebyly výrazně větší než šimpanzí.

### Nejstarší lidé
Lidské druhy se od zvířecích hominidů odlišují čtyřmi jevy hominisace:
- vzpřímenou postavou a chůzí
- rozvojem mozku a zvětšováním mozkovny
- rozvojem myšlení a mluvidel a vznikem řeči
- formováním práceschopné ruky s palcem postaveným proti ostatním prstům.

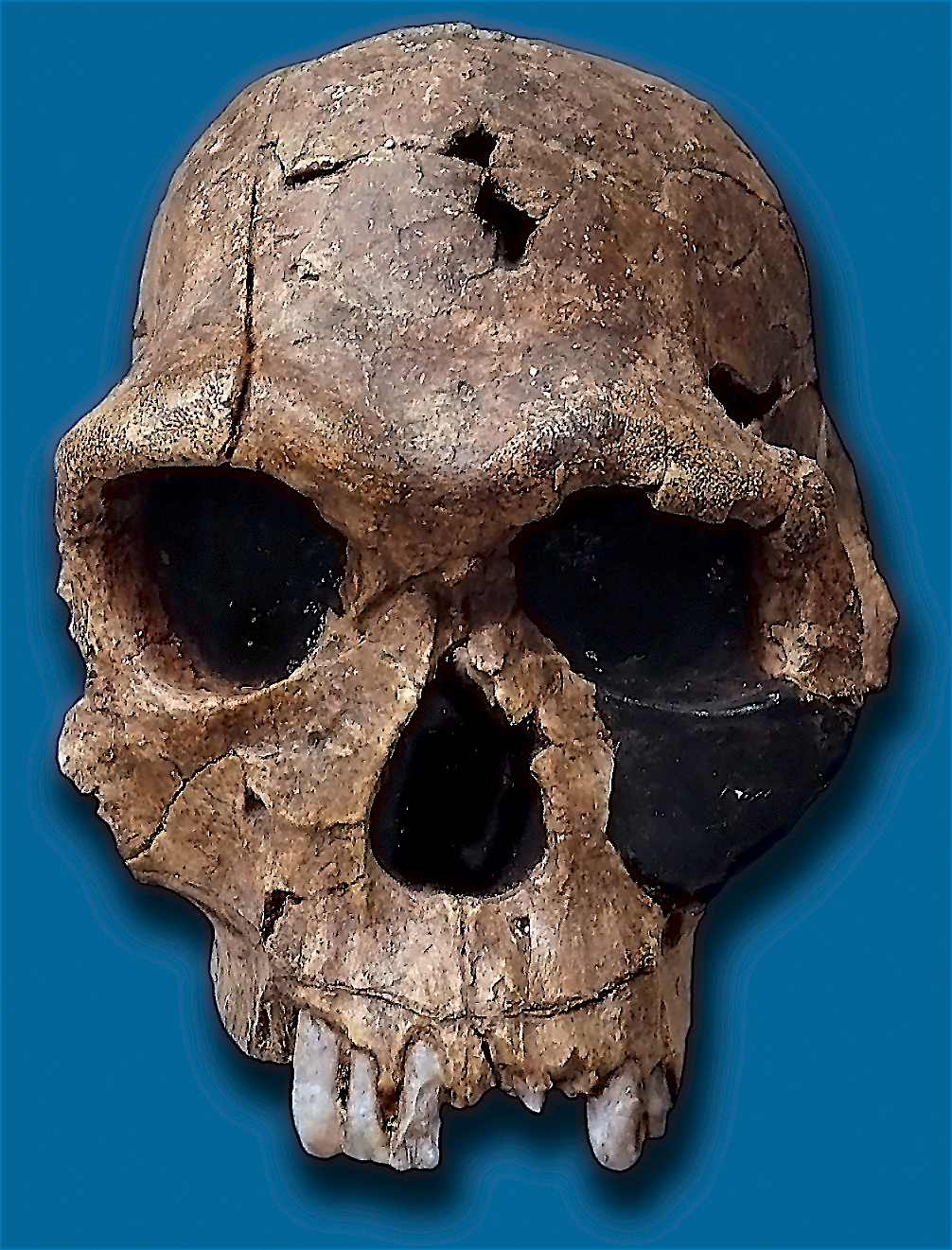
Lebka Homo habilis nalezená v roce 1813 v Keni

Nejstarším druhem člověka je člověk zručný (Homo habilis, 2,4 – 1,9 mil. př. n. l.). Jeho nejstarší a nejslavnější nálezy pocházejí z Tanzanie z oblasti Velké příkopové propadliny. Olduvaiská rokle – jedno z míst častých nálezů zde – dala název kultuře, která bývá s industrií člověka zručný spojována – oldovan. Oldovan se váže pouze na oblast okolo zlomové propadliny. Dochovala se kamenná industrie obvykle vyrobená z lávy nebo ze silicitů a křemenů. Typické tvary jsou sekáče, protobifasy, otloukače, drasadla, škrabadla atd. Stejně jako nástroje se člověk zručný naučil snad i užívat oheň.
Před zhruba 1,9 mil. let nahradil člověka zručného člověk vzpřímený (Homo erectus, 1,9 mil. př. n. l. – 200 000 př. n. l.) a s ním se objevuje nová kultura acheuléen (1,5 – 240 000 př. n. l.). Spolu s člověkem vzpřímeným se rozšiřuje z Afriky do západní a jižní Asie a 1 mil. př. n. l. i do Číny a západní poloviny Evropy. V mimoafrických regionech jsou také odlišně označovány některé varianty člověka vzpřímeného, např. Pithecanthropus erectus na Jávě, Sinanthropus pekinensis v Číně a Homo heidelbergensis v Evropě. V Česku se také nacházejí lokality s nálezy z nejstaršího paleolitu, jedná se o Beroun nebo Čakovice.
V některých zemích se rozeznává i starý paleolit, pokud tomu tak není, tak na nejstarší paleolit navazuje přímo střední paleolit v době před 1 mil. let.

## Starý paleolit
Pokračuje acheulská kultura. Nositelem kultury acheuléen je Homo erectus (člověk vzpřímený) a později Homo heidelbergensis (člověk heidelberský), předchůdce neandrtálce. Typickým nástrojem se stává pěstní klín. Dále se vyskytují polyedry, drasadla a úplně ke konci začíná levalloiská technika. Ve východní Africe, Číně a jižní Evropě se zároveň s acheuléenem prosadila drobnotvará industrie.

## Střední paleolit

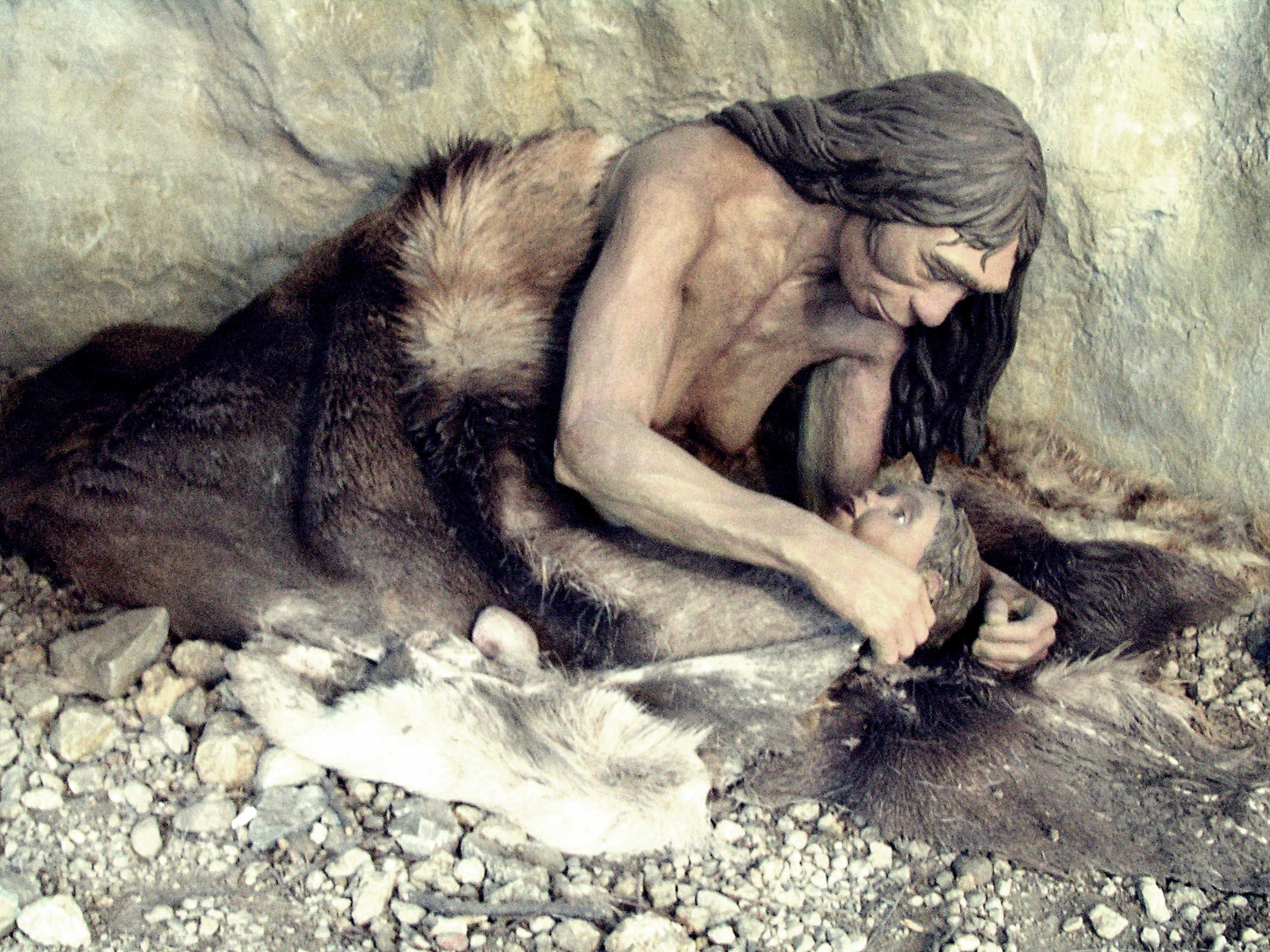
Neandertálská matka s dítětem, Pavilon Anthropos v Brně

Nositeli kultur středního paleolitu byly převážně archaické formy moderního člověka, rozšířené v období před 250 000 lety od Afriky až po severní Čínu. V Evropě jsou řazeny do druhu Homo heidelbergensis, v Africe do druhu Homo rhodesiensis. V tropické jihovýchodní Asii přežíval Homo erectus. Před 130 – 250 000 lety se v Evropě z druhu Homo heidelbergensis vyvinul neandertálec (Homo neanderthalensis), který zde žil až do začátku mladšího paleolitu.
Typickým rysem je rozmach variability industrie. Změnil se i způsob výroby – používají se spíš drobné úštěpy a industrie drobnotvará. Prosadila se plně levalloiská technika – nástroje teď byly vyráběny z předem připraveného jádra.
Hlavním zdrojem potravy se stal lov, provázený rybolovem a sběrem. Vzniká umění a pravděpodobně i primitivní forma náboženství – existují náznaky rituálního pohřbívání alespoň některých členů komunit.
V Evropě se nejvýrazněji prosazují kultury moustérien (v Česku nálezy např. v jeskyni Šipka nebo Švédův stůl), dále ve střední Evropě taubachien (nálezy v jeskyni Kůlna a v Předmostí), micoquien (v Česku některé vrstvy v jeskyni Kůlna).
V severní Africe se rozeznává kultura atérien s hroty na širokých úštěpech s typickým řapem, jižněji pak kultura sangoan a v jižní Africe fauersmith. Typickými nástroji pro tyto kultury jsou škrabadla, drasadla, klíny, sekáče, hroty.

## Mladý paleolit

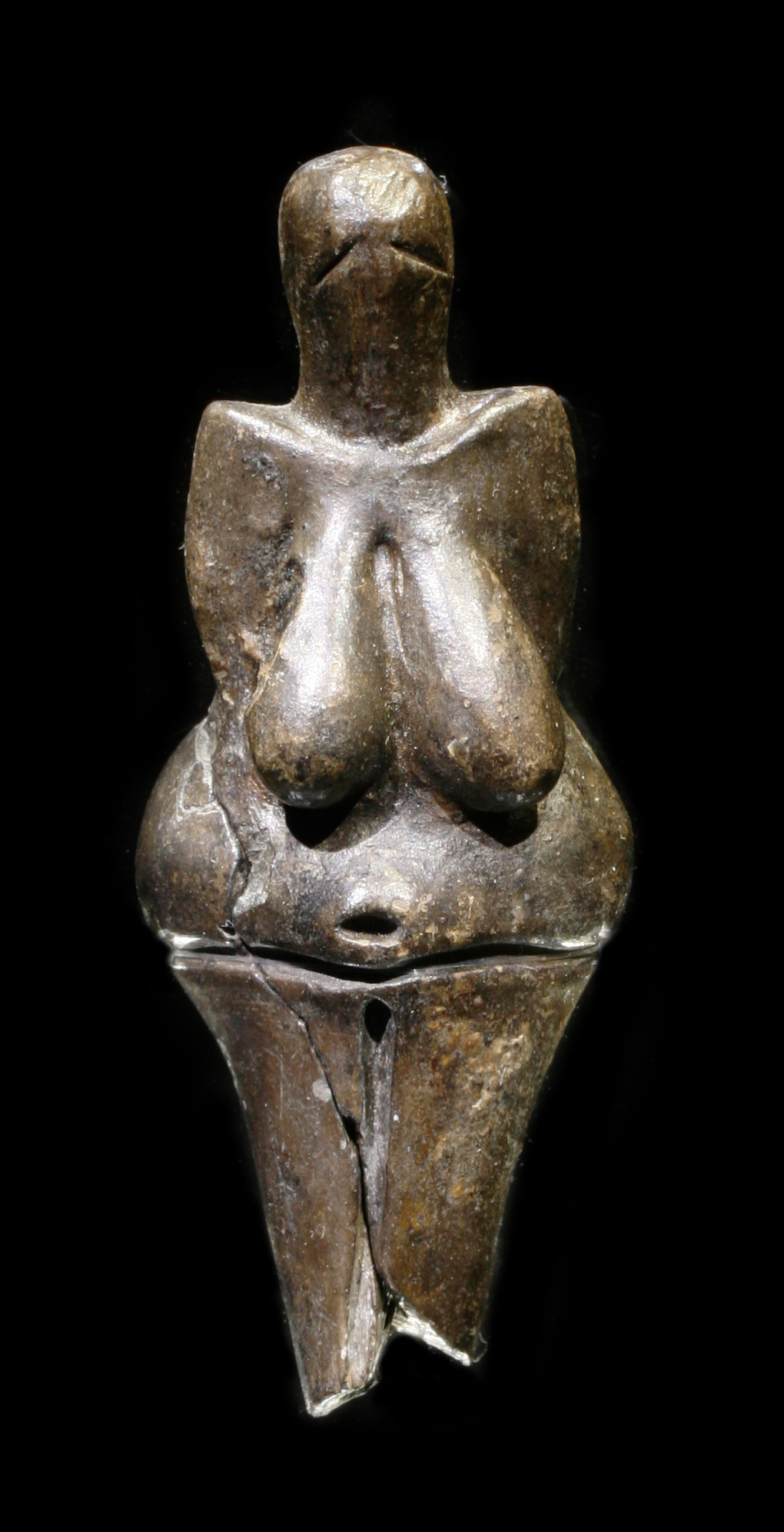
Věstonická venuše

Mladý paleolit (40 000 – 10 000 př. n. l.) se začíná rozvíjet v počínajícím interpleniglaciálu poslední doby ledové, kdy jsou domorodé populace středopaleolitických neandertálců vytlačovány lidmi moderní anatomické stavby, zcela už podobnými až shodnými s člověkem dnešním. S nimi je spojen rozvoj čepelové techniky a jí odpovídajících jemnějších typů nástrojů.
Ve starší fázi tohoto období, počínající před cca 43 000 lety na Balkáně, se v Evropě šíří tzv. přechodné kultury, které nesou ještě prvky středního paleolitu, ale část už progresivní prvky mladého paleolitu. Patři k nim kultura chatelperronien, szeletien a bohunicien (lokality Stránská skála nebo Ondratice). Plně mladopaleolitické kultury byly: uluzzien, jerzmanowicien a aurignacien. Dominantní způsob úpravy kamenné industrie je tzv. čepelová technika.
Ve střední fázi mladého paleolitu rozlišujeme kultury gravettien, jehož lokální variantou je moravský pavlovien se světoznámými nalezišti Dolní Věstonice, Pavlov, Willendorf a Předmostí u Přerova . O něco mladší je kostěnkovsko-avdějevská kultura, maltsko-bureťská kultura, mezinská kultura a středoevropský a středomořský epigravettien. Jeskynní malby jsou typické i pro kulturu solutréen.
Magdalénien s reprezentativními malbami ve španělských (Altamira) a francouzských (Lascaux) jeskyních už patří do pozdní fáze mladého paleolitu. K této kultuře v Česku patří nálezy z lokalit Pekárna, Býčí skála nebo Kůlna. Dál rozlišujeme kultury epimagdalénien a hamburgien.

## Pozdní paleolit
Krátké závěrečné období paleolitu na přelomu pleistocénu a holocénu, kdy se začínají šířit borobřezové porosty (počátky práce se dřevem naznačuje výskyt hrubotvaté složky kamenné industrie – valounových sekáčů apod.) Kolísající, stále ještě málo příznivé klima i příroda dovolily obživu jen nevelkému počtu pohyblivých loveckých skupin, zčásti zřejmě navazujících na předchozí domácí osídlení.
Nejvýraznější kultury pozdního paleolitu jsou natúfien ve východním Středomoří, capsien v severní Africe, azilien na území hlavně Francie, creswellien ve Velké Británii a tišnovien v Česku .

## Přehled kultur a industrií

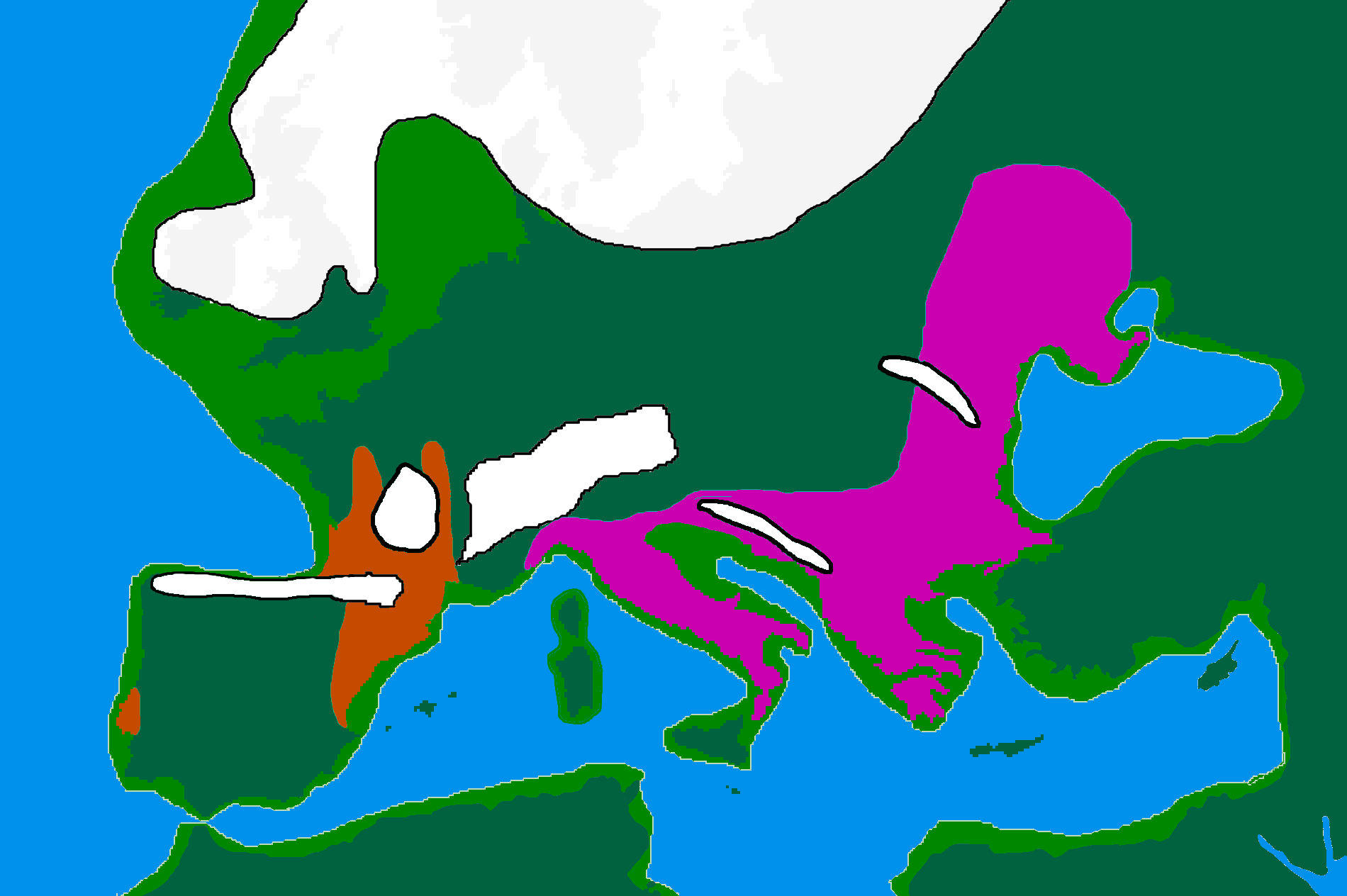
Evropská útočiště v době ledové před 20 000 lety. Z kultury Solutréen na jihozápadě Evropy se vyvinula kultura Magdalénien.

- Oldovan

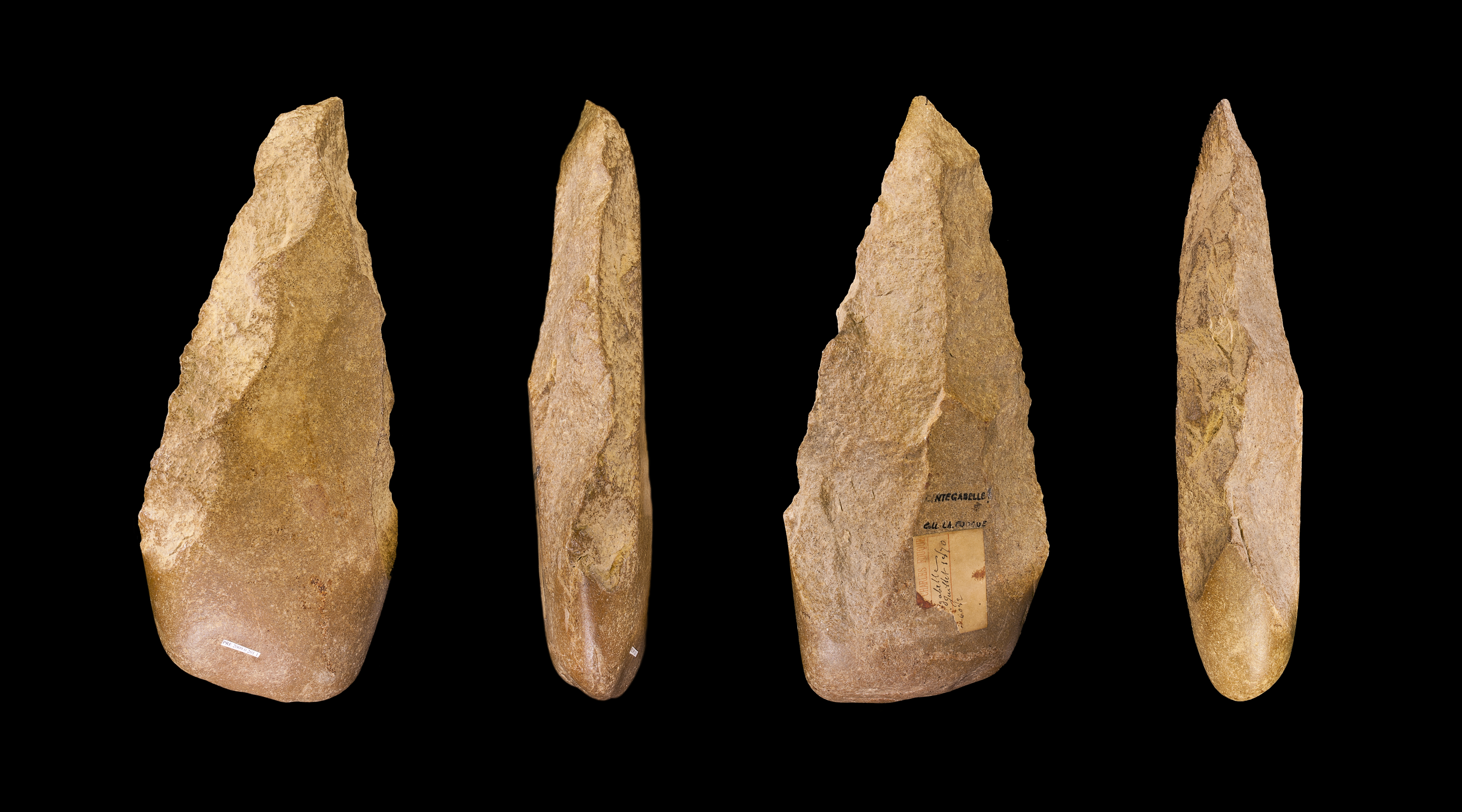
Pěstní klín (západní Francie, před asi 0,5 mil. let)

- Staropaleolitické industrie bez pěstních klínů

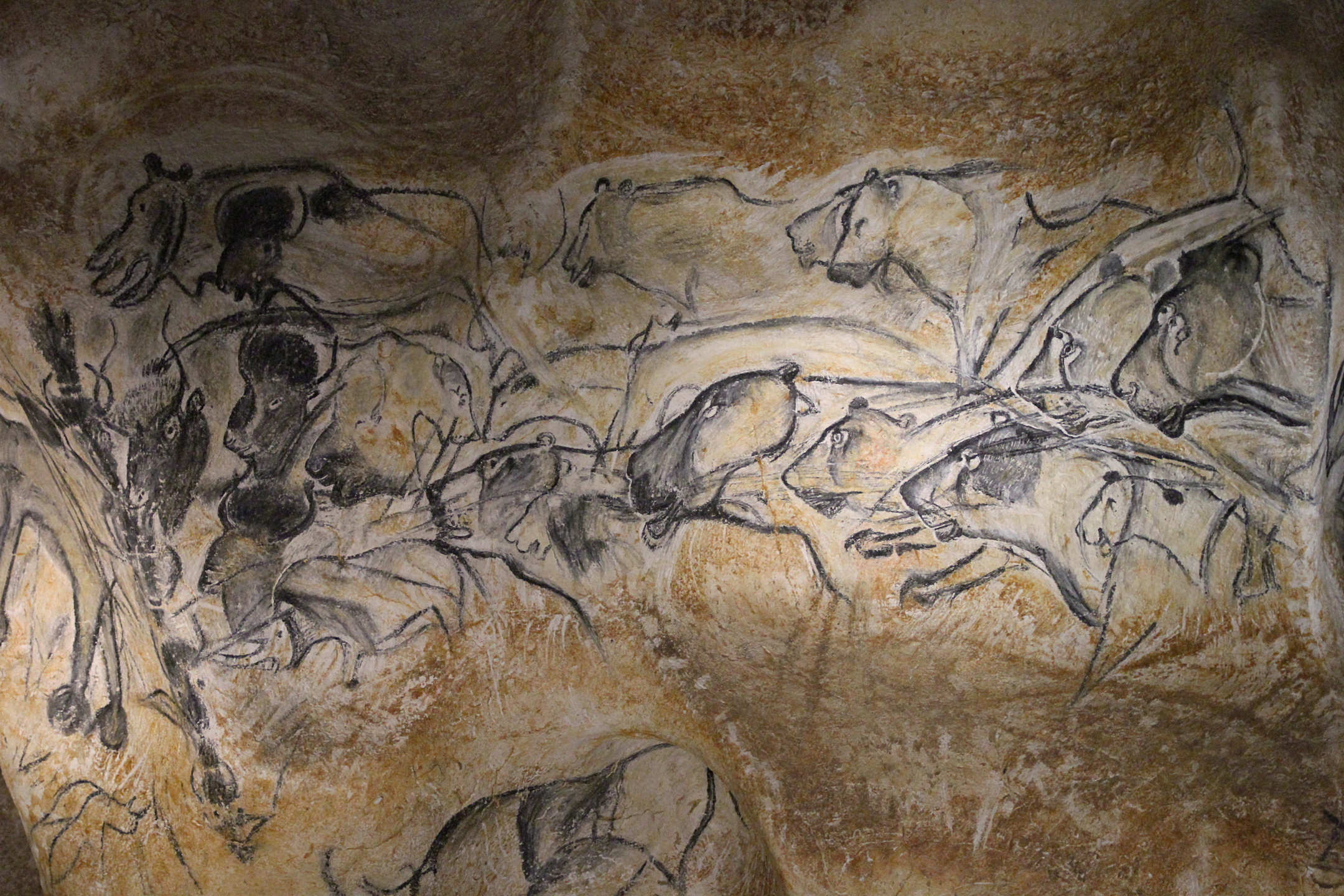
Jeskynní malby v Chauvetově jeskyni z období svrchního paleolitu (kultura aurignacien, 30 000 př. n. l.)

  - Clactonien
  - Valounové industrie – někdy také Heidelbergien
- Staropaleolitické industrie s pěstními klíny
  - Abbevillien
  - Acheuléen
- Středopaleolitické kultury
  - Moustérien
    - Amudién
    - Bohunicien
    - Charentien

  - Jabrudien
  - Taubachien
  - Micoquien
  - Hummalien
  - TayacienJeskynní malby v Chauvetově jeskyni z období svrchního paleolitu (kultura aurignacien, 30 000 př. n. l.)Willendorfská venuše z období mladšího paleolitu (kultura gravettien, 22/20 000 př. n. l.)Evropská útočiště v době ledové před 20 000 lety. Z kultury Solutréen na jihozápadě Evropy se vyvinula kultura Magdalénien.

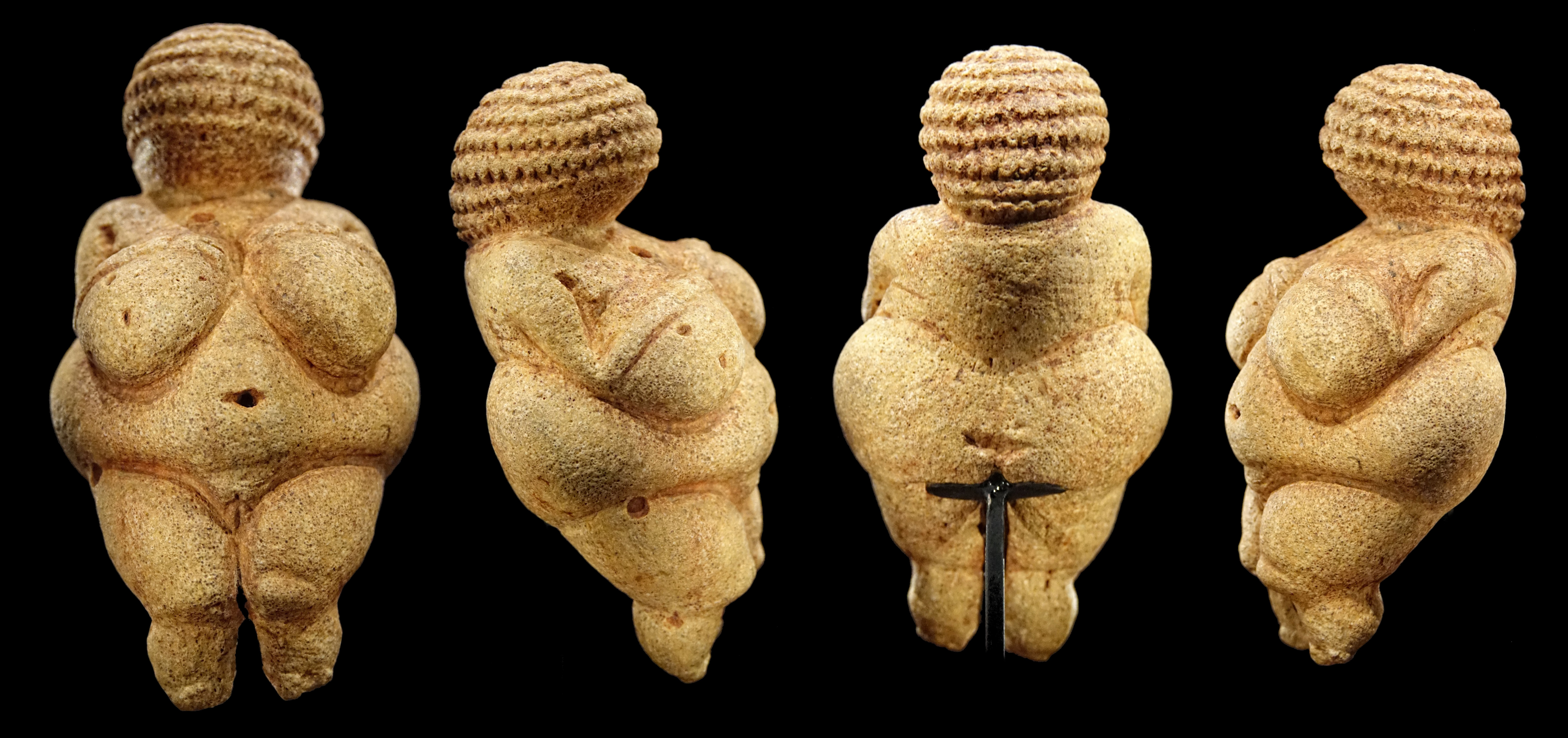
Willendorfská venuše z období mladšího paleolitu (kultura gravettien, 22/20 000 př. n. l.)

- Mladopaleolitické kultury
  - Solutréen
  - Aurignacien
    - Spitsynská kultura

  - Châtelperronien
  - Ulluzzien
    - Bachokirien

  - Gravettien
  - Kultury s listovitými hroty
    - Jerzmanowicien
    - Linconbien
    - Ranisien
    - Streleckaja-Sungir
    - Szeletien
      - Bábonyien

    - Bohunicien

  - Magdalenien
  - Gorodtsovien
  - Kultury typu Brinzeni
    - Lippská kultura

  - Kebaran
- Pozdněpaleolitické kultury
  - Azilien
  - Tarnowien – v Česku Tišnovien
  - Hamburgien
  - Skupina s obloukovitými nožíky
  - Skupiny s hroty se stopkou
    - Epimagdalénien
    - Ahrensburgien
    - Brommien
    - Swiderien
    - Witowien

  - Natufién